# 王鸿绪
王鴻緒（1645年—1723年），初名度心，中進士後改名鴻緒，字季友，號儼齋，又號橫雲山人，江南松江府華亭縣張堰（今上海市金山區）人，清朝政治人物、史學家，康熙帝親信。

## 生平

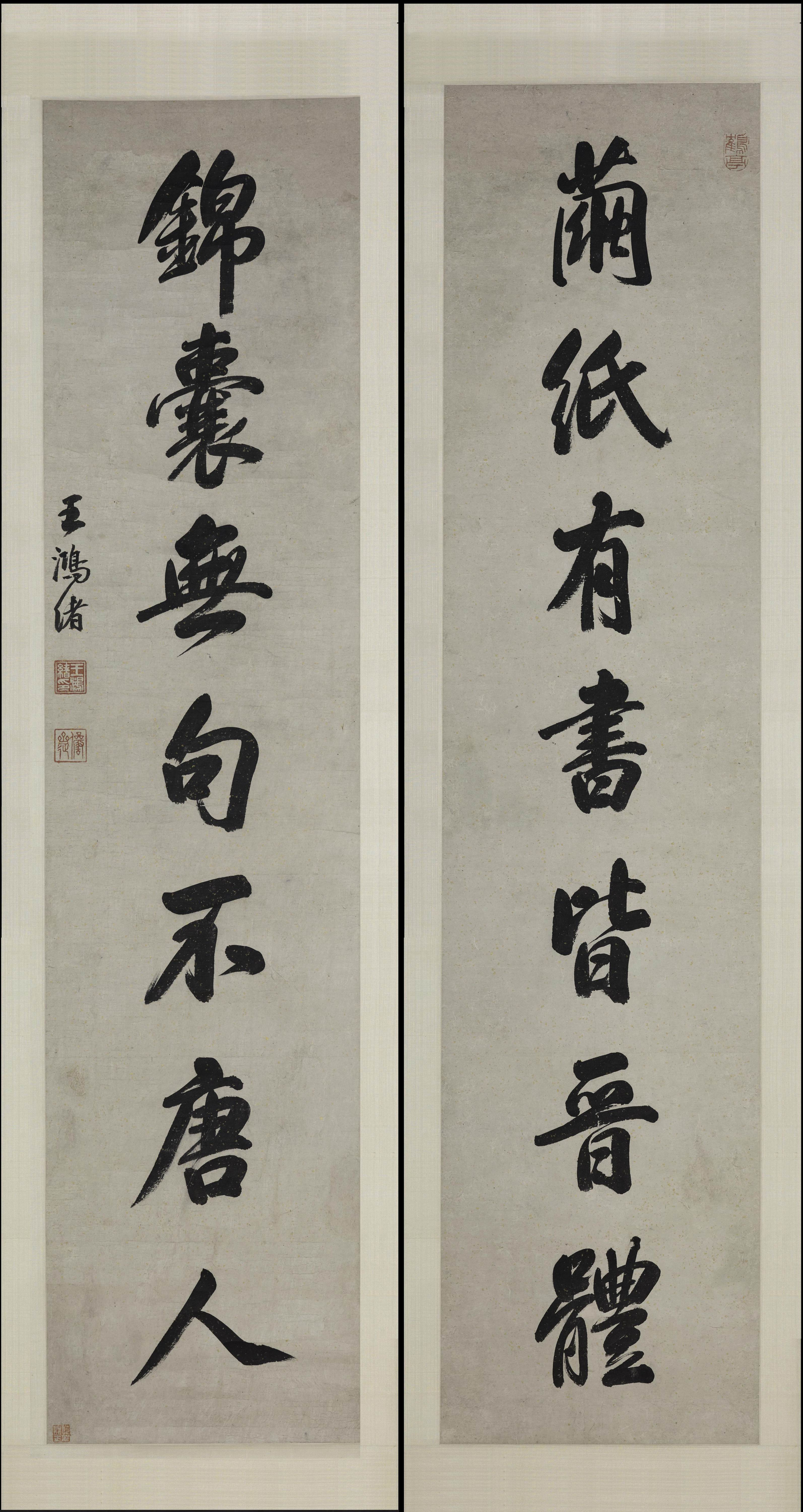
行书七言联

康熙十一年（1672年）壬子科江南鄉試舉人，康熙十二年（1673年）癸丑科一甲第二名進士（榜眼）。授翰林院編修，康熙十四年（1675年）任順天鄉試正考官，充日講起居注官，康熙十六年（1677年）升左春坊左贊善，康熙二十一年（1682年）升侍讀，任《明史》正總裁，撰寫列傳，康熙二十二年（1683年）升左春坊左庶子，康熙二十三年（1684年）升戶部右侍郎，康熙二十四年（1685年）任會試正考官，同年改戶部左侍郎，康熙二十六年（1687年）擢左都御史，同年丁父憂，康熙二十八年（1689年）服闋返京，遭左都御史郭琇彈劾其與少詹事高士奇“互相勾結，表裡為奸，植黨營私，招權納賄，蒙蔽視聽，擾亂朝政”，又收受嘉定縣知縣賄賂銀五百兩，康熙帝令其休致回籍。
康熙三十三年（1694年），因大學士王熙、張玉書的推薦，康熙帝以《明史》「自開局纂修以來，歲久未告竣，事預期速，蕆宜專責成」，責成王鴻緒開始編修《明史》。康熙三十八年（1699年）升工部尚書。康熙四十一年（1702年），《明史》列傳剛脫稿，尚未訂正，萬斯同即逝於王鴻緒寓所，《明史》的編纂進入了另一個階段。康熙四十三年（1704年）參與纂修《佩文韻府》。康熙四十七年（1708年）四月改戶部尚書。
康熙四十八年（1709年）正月，王鴻緒被免職，以原官解任回籍，他私下帶走史稿，經五年的刪改潤筆，康熙五十二年（1713年）史稿撰筆初成，康熙五十三年（1714年）進呈。雍正元年（1723年）六月十七日，王鴻緒進呈《明史稿》310卷，體例均備，七月十八日內閣將之交明史館收藏。不久王鴻緒將《明史稿》刻為己作，此即《橫雲山人明史稿》，不具萬斯同之名。同年八月十五日，王鴻緒卒於金山張堰家。明史的第二次修稿至此終點。

## 著作
王鴻緒工書法，“奄有魏晉以來諸家之長，揮毫落紙，人爭藏弆”。兼通醫學，有醫著《王鴻緒外科》。著有《橫雲山人集》27卷。

## 家族
曾祖王藻鑑；祖父王典；父王廣心。兄王頊齡，弟王九齡。子王圖煒、王圖炯。王圖炯次女為宋鎔母。

## 評價
黄云眉《明史纂修考略》谓：“王鸿绪目睹同馆凋谢，史事阑珊，遂生攘窃他人成稿之奸心。......岁月愈邈，公然以多人心血之结晶，归诸一己之笔削而无所忌惮矣。......鸿绪于此事既非内家，而分合有无，妄自立异；又假手于刻薄无知之馆客，任意颠倒，是非毁誉，漫无准的。”梁啟超亦曾批評王鴻緒是「白晝行竊的偷書賊」。
傅斯年認為武英殿本《明史》的纂修，距離原來史料時間較遠，政治忌諱更深，應不如王鴻緒的史稿；他並不認為王鴻緒完全抄襲自萬斯同稿，十分肯定王鴻緒的個人努力。曾參與纂修的楊椿說，王稿不一定全出於萬稿，他說：“萬稿與王稿頗有異同，是王稿亦不盡出萬稿，且時預修《明史》者，多博學宏詞，如湯斌、倪燦、尤侗、黃虞稷、朱彝尊、潘耒、吳任臣等亦皆有所著述，如湯斌文集中亦有明史稿若干篇，朱彝尊有史館上總裁書多通，究修史義例，是稿亦不必盡出萬氏，惟稿悉經刪定，蓋不容否認。”肯定王鴻緒對編纂列傳所作出的努力。

## 延伸阅读
[在维基数据编辑]
 《清史稿·卷271》，出自趙爾巽《清史稿》
 在维基共享资源阅览影像